# Lagostomus maximus petilidens
Lagostomus maximus petilidens es una de las subespecies en que se subdivide la única especie viviente del género Lagostomus: Lagostomus maximus, un roedor social de hábitos cavícolas de la familia de las chinchillas, el cual es denominado comúnmente vizcacha común, vizcacha de las llanuras o vizcacha de las pampas. Se distribuye en el centro del Cono Sur de Sudamérica hasta el norte de la Patagonia.

## Taxonomía
Este taxón fue descrito originalmente en el año 1914 por el biólogo estadounidense especializado en mastozoología Ned Houister, bajo la misma combinación científica.
Holotipo
El holotipo designado es un cráneo de un macho adulto (con sutura basal totalmente cerrada), colectado en el año 1910 por el doctor Ales Hrdlicka. Fue depositado en el Museo Nacional de Historia Natural del Instituto Smithsoniano con el número 172.801.
Acompañó la descripción una serie de 50 cráneos colectados por el doctor Hrdlicka en diversas localidades entre Necochea y Río Negro.
Localidad tipo
La localidad tipo referida es: “8 millas (13 km) al norte de Carmen de Patagones (partido de Patagones), Buenos Aires, Argentina”.

## Distribución

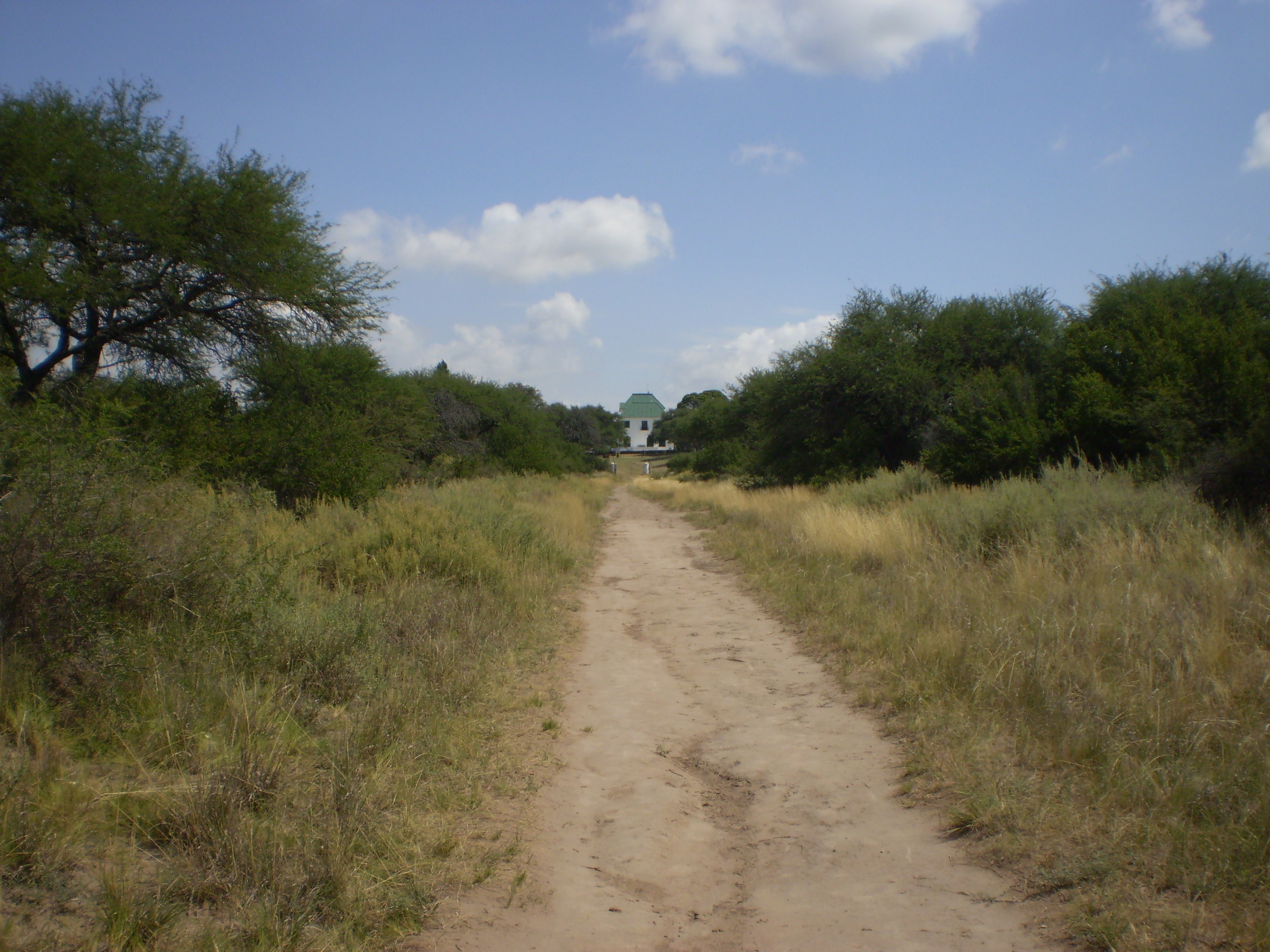
Parque Luro, un ejemplo del hábitat de esta subespecie.

Esta subespecie se distribuye de manera endémica en el centro de la Argentina, en las provincias de: Buenos Aires (sur y sudoeste), La Pampa (gran parte de su territorio), Río Negro (norte y este), Mendoza (sudeste) y Neuquén (este). Podrían pertenecer a esta subespecie las vizcachas de los caldenales existentes en el sur de San Luis, norte de La Pampa y el sudoeste Córdoba (como prolongación hacia el norte de las poblaciones de La Pampa) aunque tradicionalmente se adscriben a la subespecie típica (L. m. maximus). Si bien fue antiguamente citada para el nordeste del Chubut, se cree que los registros en esa provincia son erróneos.

## Características
Esta subespecie fue definida sobre la base de diferencias en el color del pelaje, la morfología del cráneo y la anchura de los incisivos. Su cráneo es del mismo tamaño que el de L. maximus maximus pero se distingue por presentar los incisivos más delgados. Las muelas son en promedio más pequeñas; bulla audital corta y redondeada; presfenoide mucho más reducido, el espacio post palatino más agudo, menos redondeado; el ángulo de la mandíbula es mucho menor y se estrecha de forma más aguda.
Es un roedor de gran tamaño, con una cabeza proporcionalmente grande, achatada, hocico abultado de extremo chato, largos bigotes y pequeñas orejas. A ambos lados de su rostro exhibe 2 características fajas negras longitudinales. El pelaje del cuerpo presenta un patrón cromático dorsal dominado por el gris, mientras que ventralmente es blanco. La coloración en los machos es más oscura, en especial durante la época estival.
Posee patas cortas, provistas de fuertes uñas, ya que son empleadas para cavar su madriguera. La cola es relativamente corta, desprendiéndose fácilmente cuando un predador intenta capturar al animal asiéndolo por ella.
El tamaño varía entre los sexos, siendo el peso de las hembras de hasta 4,5 kg y el de los machos viejos mucho mayor (hasta 9 kg); estos son denominados localmente “vizcachones”, y miden entre 70 y 80 cm incluyendo la cola.

## Historia natural
Hábitat
Esta subespecie vive en planicies, en altitudes comprendidas entre el nivel marino y sobre los 1300 m s. n. m. (en la reserva provincial La Payunia, Mendoza).
Sus hábitats característicos siempre poseen un perfil superior de tierra firme, no inundable, y fácil de cavar. Puede ser completamente carente de vegetación arbórea o poseer arbustos espinosos o árboles de hojas minúsculas y que crecen espaciados entre sí a una suficiente distancia para permitir que puedan crecer especies herbáceas, las cuales servirán de alimento a estos roedores.
Hábitos
Este roedor social posee hábitos diurnos cavícolas y actividad externa nocturna. Durante el día se mantienen dentro de las galerías de sus madrigueras comunales (horadadas en la tierra por ellas mismas), conocidas popularmente como “vizcacheras”. El conjunto integrado por varias de estas es denominado “vizcacheral”. La vizcachera se la distingue por su boca de diámetro amplio, que se abre en medio de un terreno artificialmente sobre elevado y absolutamente carente de vegetación, presentando superficies con tierra desnuda, generalmente de color claro, en razón de poseer mayor contenido de arcillas por provenir de capas no superficiales. En derredor de la boca las vizcachas van acumulando ramas, pajas, rocas, toscas, bosta, huesos, alambres o cualquier objetivo que les llame la atención. En un amplio terreno alrededor de las vizcacheras el pasto permanece muy corto (a causa del ramoneo constante de estos roedores) y carente de arbustos o pasto densos, ya que podrían ser utilizados por sus predadores para ocultarse y así poder capturarlas. Durante el invierno no hibernan, continúan con su actividad propia del resto del año. La misma vizcachera es un refugio no solo contra sus predadores sino que también las mantiene protegidas de los rigores de los extremos térmicos.
La vizcachera puede presentar una única boca o varias. Si no hay una capa rocosa próxima a la superficie, el sistema subterráneo puede alcanzar una profundidad de 2 o 3 metros y un diámetro (con eje en la boca) de 30 a 40 m. Las galerías desembocan en cámaras más amplias donde los animales duermen, dan a luz, etc. Al ser el medio donde están construidas no muy firme, los tramos donde la distancia entre el techo de la galería y la superficie es de pocos centímetros se vuelven un peligro para los caballos al galope y sus jinetes, pues su peso provoca el sorpresivo derrumbe y el consiguiente y peligroso revuelco.   
Salen a la superficie al atardecer; primero se asoma el “vizcachón” (macho grande y dominante), el cual verifica que no haya ninguna amenaza; solo después comienzan a salir los integrantes del resto del grupo. Ante el menor peligro, como respuesta a una señal acústica de alarma impartida por el centinela, todas emprenden veloz carrera hacia la cueva, donde permanecerán hasta que el riesgo haya pasado.   
El “vizcachón” es la máxima jerarquía dentro del ordenamiento que se establece en el sistema social de los ejemplares que habitan en una vizcachera. También cada una de ellas puede contar con la presencia de uno o dos machos más, y siempre lo integrarán varias hembras emparentadas con sus crías de distintas edades.
Reproducción
La hembra entra en estro cada otoño. Durante la primavera, luego de una gestación de entre 144 y 166 días, pare una camada que generalmente es de 2 crías, las que pesan casi 200 g y serán amamantadas durante 3 semanas. A los 8 meses y medio de edad, la hembra ya está madura sexualmente; el macho alcanza su madurez sexual recién a la edad de 15 meses, momento en que su peso ronda los 5 kg.
Dieta y depredadores
Se alimenta solamente de vegetales, con mayor énfasis en las gramíneas, si bien consume una amplia variedad de hierbas perennes y anuales así como hojas de arbustos pequeños, atacando también a los cultivos.
Entre sus predadores se encontrarían el puma (Puma concolor), los zorros, y grandes aves rapaces como el águila coronada (Harpyhaliaetus coronatus) y otras de hábitos nocturnos, en especial el ñacurutú (Bubo virginianus nacurutu).
Importancia ecológica
Este animal destaca por sus interacciones biológicas, puesto que, al ser un ingeniero ecológico, altera drásticamente los ambientes donde vive y modela el paisaje, permitiendo que ciertos animales se vean beneficiados y otras especies en cambio se perjudiquen.
El pasto muy corto con sectores de tierra desnuda beneficia a algunos reptiles que para poder mantener poblaciones en zonas relativamente frías deben contar con áreas donde el sol impacte sobre el suelo. En otros casos el pasto corto beneficia a especies de paseriformes caminadores, que no pueden explotar las zonas con pastos altos.
Pero su mayor utilidad se encuentra en los sistemas de cuevas que construye los que, en especial al ser abandonados, sirven como guarida para numerosas especies de animales, como zorros, zorrinos, hurones, comadrejas overas, pequeños felinos, grandes lagartos, lagartijas, culebras, batracios, insectos, arácnidos, etc. De este prolífico elenco zoológico destacan particularmente algunos animales, como la boa de las vizcacheras (marginal en la geonemia de esta subespecie) y la lechucita de las vizcacheras (Athene cunicularia).

## Conservación
Es intensamente capturada por los humanos por varias razones: para aprovechar su carne (especialmente en preparados “en escabeche”), para comercializar su piel en la industria peletera así como por considerársela pieza de caza deportiva.
Pero la mayor causa de sus capturas es por la relación conflictiva que este roedor entabla con los productores agropecuarios. Al atacar los cultivos, fue declarada oficialmente plaga agrícola por el Ministerio de Agricultura de la Argentina en el año 1905 por el artículo 2 de la Ley de Defensa agrícola n°. 4863, reglamentada su aplicación por el decreto del 15 de octubre de 1907, determinándose que el combate a este animal sea obligatorio para todos los propietarios de campos.
Como resultado de más de un siglo de la aplicación de esta política, muchas de sus poblaciones se han perdido, en especial las que se encontraban en zonas con gran aptitud agropecuaria. Solo se mantienen en zonas económicamente marginales, en especial donde solo se practica ganadería extensiva de cría. Sufre de extinciones locales aún no comprendidas totalmente, inclusive en superficies bajo estricta protección, como ha ocurrido en el parque nacional Lihué Calel. Podrían deberse a brotes de enfermedades que en poco tiempo diezman poblaciones enteras, lo que regula su población, compensando así la falta de limitantes naturales al haberse eliminado a sus principales predadores. Es por esta razón que científicos y hasta cazadores deportivos han recomendado mayor protección para este animal.